# Сичоу
Сичо́у (кит. упр. 西畴, пиньинь Xīchóu) — уезд Вэньшань-Чжуан-Мяоского автономного округа провинции Юньнань (КНР).

## История
Уезд был выделен в 1920 году из уезда Магуань.
После вхождения провинции Юньнань в состав КНР в 1950 году был образован Специальный район Вэньшань (文山专区), и уезд вошёл в его состав.
Постановлением Госсовета КНР от 24 мая 1957 года Специальный район Вэньшань был преобразован в Вэньшань-Чжуан-Мяоский автономный округ.
В сентябре 1960 года уезд Малипо был присоединён к уезду Сичоу, но уже в марте 1962 года был воссоздан.

## Административное деление
Уезд делится на 2 посёлка и 7 волостей.